# Arrows A19
La Arrows A19 fu la vettura impiegata dalla scuderia inglese nel corso della stagione di Formula 1 1998. Fu disegnata da John Barnard e Mike Coughlan. Spinta da un motore costruito in proprio dopo che la scuderia aveva acquisito la Brian Hart Ltd. e dopo l'interruzione della collaborazione con la Yamaha, il telaio era costruito in fibra di carbonio monoscocca e la vettura era gommata Bridgestone. Come piloti venne confermato il brasiliano Pedro Paulo Diniz, mentre al suo fianco fu ingaggiato il finlandese Mika Salo in sostituzione dell'ex-campione Damon Hill. 

## Sviluppo
La A19 è stata la prima vettura Arrows progettata da John Barnard, assunto da Tom Walkinshaw alla fine dell'anno precedente. Sulla A19 venne adottato il motore Arrows T2-F1, sviluppato in proprio partendo dall'Hart 1030 dopo che la scuderia acquistò la Brian Hart Ltd., diventando il primo costruttore britannico ad utilizzare motori prodotti in proprio a partire dalla BRM nel 1977. Sulla A19 venne installata una nuova trasmissione con scatola ingranaggi in fibra di carbonio progettata da Barnard.

## Stagione
Per la stagione 1998 venne confermato il brasiliano Pedro Paulo Diniz mentre venne assoldato il finlandese Mika Salo, proveniente dalla Tyrrell, in sostituzione di Damon Hill, passato alla Jordan. 
La A19, caratterizzata da una livrea interamente nera con sponsor in bianco, venne presentata il 23 febbraio 1998 alla fabbrica della Arrows di Leafield e in concomitanza venne annunciata la denominazione “Arrows” del nuovo motore. Durante un test svolto il 2 marzo a Silverstone, su pista bagnata e con Diniz al volante, la A19 segnò un tempo migliore di Jordan e Benetton.
Nel corso della stagione la A19 si dimostrò inaffidabile, con la trasmissione che si rivelò essere il punto debole della macchina e il motore poco potente e inaffidabile, raggiungendo il culmine al Gran Premio di Spagna, dove le due A19 si ritirarono contemporaneamente a causa di un problema al motore; complessivamente, nel corso della stagione, i doppi ritiri furono 8 su 16 gare. Sui circuiti in cui la potenza del motore non è la caratteristica predominante delle vetture la A19 si dimostrò più affidabile: a Monaco, dopo che Salo si qualificò ottavo e Diniz dodicesimo, entrambe le vetture conclusero a punti per la prima volta dal Gran Premio d'Italia 1988, con Salo quarto e Diniz sesto. Gli altri punti della stagione vennero conquistati da Diniz nel caotico Gran Premio del Belgio, in cui Salo distrusse un telaio nelle prove libere e venne coinvolto nell'incidente alla partenza della gara. 
La Arrows concluse la stagione al settimo posto nel campionato costruttori con 6 punti. 
A causa delle prestazioni del motore, Walkinshaw andò alla ricerca di un nuovo fornitore di motori, ma una trattativa con la Toyota non si concluse e per la stagione successiva venne nuovamente adottato il motore Arrows. 

## Risultati completi
| Anno | Team   | Motore       | Gomme | Piloti |     |     |     |     |     |   |     |    |     |     |     |     |    |     |     |     | Punti | Pos. |
| ---- | ------ | ------------ | ----- | ------ | --- | --- | --- | --- | --- | - | --- | -- | --- | --- | --- | --- | -- | --- | --- | --- | ----- | ---- |
| 1998 | Arrows | Arrows T2-F1 | B     | Diniz  | Rit | Rit | Rit | Rit | Rit | 6 | 9   | 14 | Rit | Rit | Rit | 11  | 5  | Rit | Rit | Rit | 6     | 7º   |
| 1998 | Arrows | Arrows T2-F1 | B     | Salo   | Rit | Rit | Rit | 9   | Rit | 4 | Rit | 13 | Rit | Rit | 14  | Rit | NP | Rit | 14  | Rit | 6     | 7º   |

| Legenda | 1º posto     | 2º posto | 3º posto    | A punti         | Senza punti/Non class.  | Grassetto – Pole position Corsivo – Giro più veloce |
| Legenda | Squalificato | Ritirato | Non partito | Non qualificato | Solo prove/Terzo pilota | Grassetto – Pole position Corsivo – Giro più veloce |